# شقاء قصيرة
الشَّقَّاءُ القَصِيرَةُ (باللاتينية: Bifidobacterium breve) بكتيريا من جنس الشقاوات ذات خصائص حيوية.